# Nazinon (regione amministrativa)
Nazinon, in precedenza denominata Regione del Centro-Sud (Centre-Sud, in francese) è una delle 17 regioni del Burkina Faso. La capitale della regione è Manga.

## Province
La regione è suddivisa in 3 province:
- Bazèga
- Nahouri
- Zoundwéogo